# Kevin Cheng

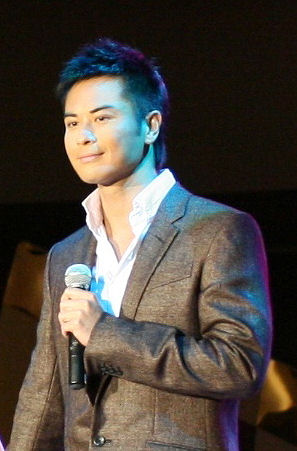
Kevin Cheng (2007)

Kevin Cheng (鄭嘉穎; * 15. August 1969 in den Vereinigten Staaten) ist ein US-amerikanischer Schauspieler und Sänger. Dank der Serie Under The Canopy Of Love (天幕下的戀人) gewann er im Jahr 2006 den Preis als bester männlicher Hauptdarsteller (最佳男主角) bei den TVB Anniversary Awards.

## Filmografie
- 1994: Mind Your Own Business (開心華之里)
- 1999: The Legendary Siblings (絕代雙驕)
- 2000: Legend of Heaven and Earth: Mermaid
- 2001: Shaolin Seven Sets
- 2002: Network Love Story (一網情深)
- 2002: Burning Flame II (烈火雄心II)
- 2002: Slim Chances (我要Fit一Fit)
- 2003: The Threat Of Love 2 (LovingYou我愛你2)
- 2003: Better Halves (金牌冰人)
- 2003: Not Just A Pretty Face (美麗在望)
- 2003: Point Of No Return (西關大少)
- 2003: Life Begins At Forty (花樣中年)
- 2004: Hard Fate (翡翠戀曲)
- 2004: Split Second (爭分奪秒)
- 2005: Yummy Yummy
- 2006: Under The Canopy Of Love (天幕下的戀人)
- 2006: Trimming Success (飛短留長父子兵)
- 2006: Placebo Cure (心理心裏有個謎)
- 2007: Life Art (寫意人生)
- 2007: Devil’s Disciples (強劍)
- 2007: The Ultimate Crime Fighter (通天幹探)
- 2008: The Seventh Day (最美麗的第七天)
- 2008: Forensic Heroes 2 (法證先鋒II)
- 2008: Last One Standing (與敵同行)
- 2009: Burning Flame III (烈火雄心3)
- 2009: Beyond The Realm Of Conscience (宮心計)
- 2010: A Fistful Of Stances (鐵馬尋橋)
- 2010: Home Troopers (居家兵團)
- 2011: Only You (只有您)
- 2011: Ghetto Justice (怒火街頭)
- 2011: Scarlet Heart (步步驚心)
- 2012: Mystery In The Palace (深宮諜影)
- 2012: Gloves Come Off (拳王)
- 2012: Ghetto Justice II (怒火街頭2)
- 2012: Hero (英雄)
- 2013: Ip Man (葉問) (Fernsehserie)
- 2014: Eye In The Sky (天眼)